# Niánhào
Il niánhào (年号T), conosciuto anche come nome dell'era, è un nome cinese che indica un imperatore durante un periodo storico del suo regno.
Il primo imperatore a possedere, oltre al nome familiare e al nome dinastico, anche un niánhào fu Wén (文) degli Han Occidentali (regno: 180-157 a.C.) che utilizzò i niánhào Qíanyuán (前元) nel 178 e Hòuyúan (后元) nel 163.
Tradizionalmente, tuttavia, il primo a cui venne riconosciuto di aver utilizzato un niánhào fu il nipote di Wén, Wǔ (武, regno 141-87 a.C.) che assunse il niánhào Jiànyuán (建元) nel 140; Yuánguāng (元光) nel 134; Yuánshuò (元朔) nel 128; Yuánshòu (元狩) nel 122; Yuándǐng (元鼎) nel 116; Yuánfēng (元封) nel 110; Tàichū (太初) nel 104; Tiānhàn (天汉) nel 100; Tàishĭ (太始) nel 96; Zhēnghé (征和) nel 92 e Hòuyuán (后元) nell'88.
Quindi non sempre un imperatore adottava, oltre al nome dinastico e a quello familiare, un singolo niánhào per la durata del suo regno. L'adozione di un niánhào corrispondeva infatti alla necessità di celebrare un avvenimento o per risolvere dal punto di vista "augurale" alcune crisi.
Così se l'imperatore Wǔ assunse undici niánhào, l'imperatrice  Wǔ Zétiān (武则天, regno: 690-705) avvertì la necessità di adottarne diciassette.
A partire dalla dinastia Ming gli imperatori decisero invece di adottare un singolo niánhào per tutta la durata del loro regno e spesso questo fu il nome con cui passarono alla Storia. L'ultimo imperatore, Pǔyí (溥仪, regno 1908-1912), adottò nel 1909 il niánhào Xuāntǒng  (宣统).